# Opacitisierung
Als Opacitisierung (auch: Opazitisierung) wird in der Petrologie eine Umwandlungsreaktion von magmatisch gebildeten, eisen-, magnesium- und hydroxidhaltigen Mineralen (Biotit, basaltische Hornblende) in ein Opacit benanntes, symplektitisches Mineralgemenge bezeichnet. Die Bezeichnung „Opacit“ stellt dabei keinen anerkannten Mineralnamen dar, wird aber in der mikroskopischen Petrographie als deskriptive Benennung des Reaktionsprodukts häufig verwendet.

## Hintergrund
Wenn in einem Magma ein hoher Wasserdampf-Partialdruck herrscht, was abhängig von der Zusammensetzung häufig in größeren Tiefen (aufgrund des dort herrschenden lithostatischen Drucks) der Fall ist, können daraus Mineralphasen auskristallisieren, welche in ihrem Kristallgitter in Form von Hydroxidionen (OH−) gebundenes Wasser aufweisen (Biotit, Hornblende). Steigt dieses Magma in geringere Tiefen auf, wo ein niedrigerer lithostatischer Druck herrscht, und geschieht dieser Aufstieg so langsam, dass die Möglichkeit einer Gleichgewichtseinstellung besteht, reagieren diese Mineralphasen auf den nunmehr verminderten Wasserdampf-Partialdruck, indem aus den Hydroxidionen Wasser freigesetzt wird und neue, nunmehr wasserfreie Minerale gebildet werden. Erreicht ein solches Magma als Lava die Erdoberfläche, sind die ursprünglichen Mineralphasen nicht mehr oder nur noch in Relikten nachweisbar. Mitunter beschränkt sich dieser Zerfall auch auf die äußeren Flächen des Kristalls, so dass sich Säume aus Zerfallsprodukten bilden.
Erfolgt der Aufstieg des Magmas dagegen schnell (häufig bei der Eruption von Pyroklastika), bleibt für die Gleichgewichtseinstellung keine Zeit, und die hydroxidhaltigen Minerale finden sich in den Produkten derartiger Ausbrüche (Tephra, Ignimbrit) unverändert vor.

## Mineralogie

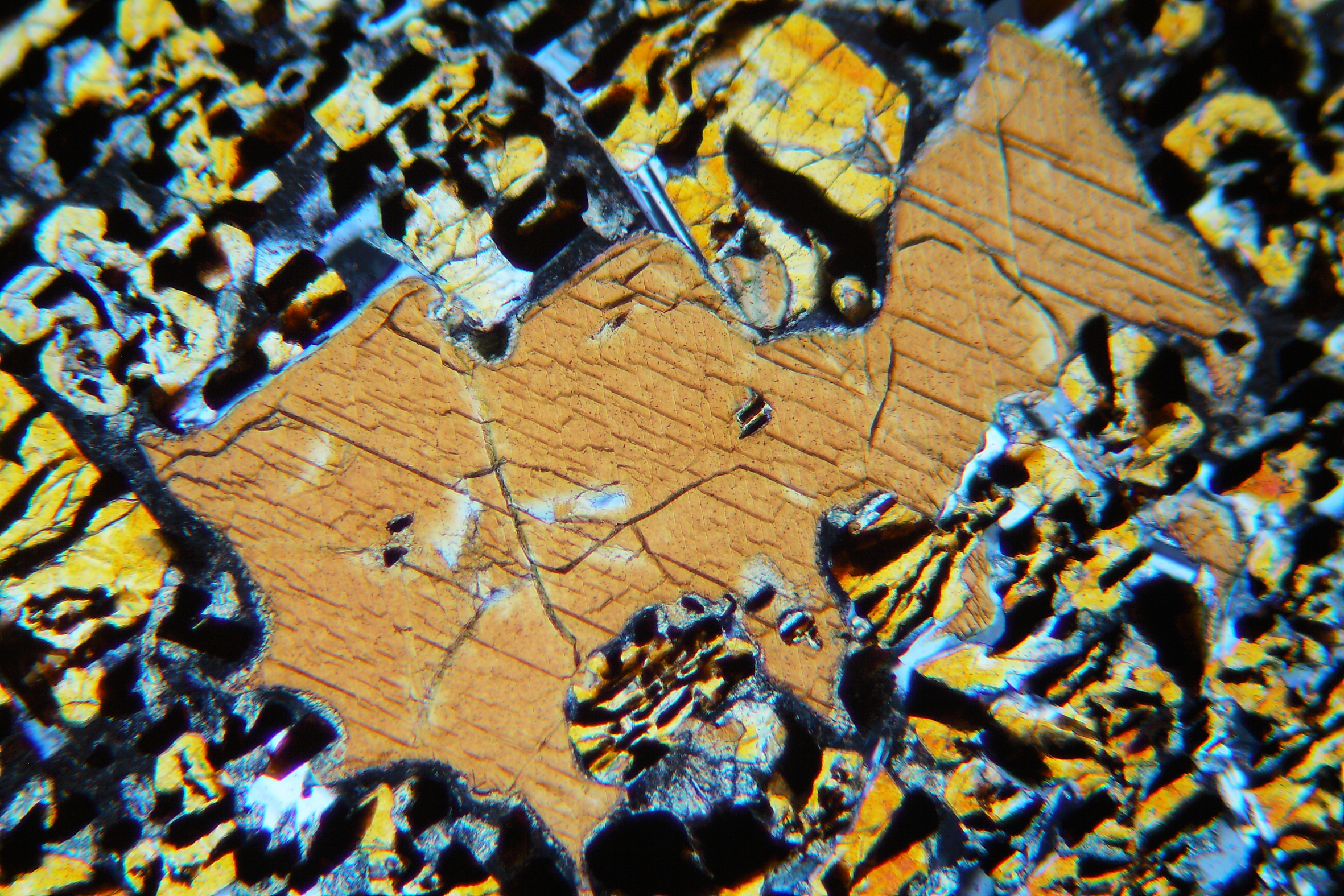
Reliktische Hornblende, umgeben von Rhönit, Augit und Plagioklas. Dünnschliff, XPL.

Die genaue Zusammensetzung des bei der Opacitisierung gebildeten Mineralgemenges hängt von der Zusammensetzung der Ausgangsminerale sowie den weiteren Bedingungen ab, die im Ursprungsmagma herrschen. Häufige Bestandteile des Umwandlungsprodukts sind Magnetit, Klinopyroxen (Augit), Rhönit, Plagioklas, Olivin und vulkanisches Glas.
Der Umriss des Ursprungskristalls kann während des Prozesses erhalten bleiben. Wenn dies eintritt, sind die neugebildeten Mineralphasen (besonders Rhönit) oft entlang der kristallographischen Achsen dieses Ursprungskristalls orientiert.
Das Phänomen fiel bereits in der Frühzeit der petrographischen Mikroskopie auf. So findet sich eine Abbildung eines Hornblendekristalls mit Opacitrand bereits bei Ferdinand Zirkel, und eine ausführliche Beschreibung des Phänomens wird in einer Arbeit über die Basalte der Rhön aus dem Jahr 1883 gegeben, wobei hier besonderes Gewicht auf die Betrachtung des damals noch nicht als eigenständiges Mineral erkannten Rhönits gelegt wird.

## Vorkommen
Das Phänomen ist an Vulkanite gebunden und tritt naturgemäß dort auf, wo einerseits das Ursprungsmagma genügend Wasser enthielt, um hydroxidhaltige Minerale bilden zu können, dieser Wassergehalt jedoch andererseits nicht ausreichte, um den Wasserdampf-Partialdruck während des Aufstiegs in der Erdkruste soweit aufrechtzuerhalten, dass der Stabilitätsbereich dieser Minerale nicht verlassen wird. Häufig beschrieben wird das Auftreten von Opacitisierung bei hornblendehaltigen Basalten bzw. Andesiten.